# Hypoplectrus maculiferus
Hypoplectrus maculiferus là một loài cá biển thuộc chi Hypoplectrus trong họ Cá mú. Loài này được mô tả lần đầu tiên vào năm 1871.

## Phân bố và môi trường sống
H. maculiferus có phạm vi phân bố rải rác ở Tây Bắc Đại Tây Dương. Loài cá này chỉ được tìm thấy tại 3 vị trí là ngoài khơi Havana, Cuba (trong vịnh Mexico); xung quanh các đảo của Saint-Barthélemy; và tại đảo Grand Cayman trong vùng biển Caribe. H. maculiferus sống xung quanh các rạn san hô và đá ngầm ở độ sâu khoảng từ 3 đến 12 m.

## Danh pháp đồng nghĩa
Do H. maculiferus hiếm khi được nhìn thấy, và màu sắc của chúng lại khá tương đồng với loài Hypoplectrus aberrans trong cùng phạm vi phân bố (sự khác biệt duy nhất giữa 2 loài là H. aberrans không có đốm đen lớn trên đuôi như H. maculiferus), nên H. maculiferus có thể là một biến thể màu sắc của H. aberrans.